# Embleem van Kaapverdië

Wapen van Kaapverdië

Het embleem van Kaapverdië is in 1992 in de huidige vorm ingevoerd.

## Beschrijving
Het embleem bestaat uit een witte cirkel met een dubbele donkerblauwe rand met centraal een donkerblauwe driehoek. In de driehoek is in het wit een fakkel afgebeeld. De driehoek en de fakkel staan voor vrijheid en nationale eenheid. Hieromheen staat de tekst República de Cabo Verde. Bovenaan wordt de cirkel onderbroken door een gouden hanger. Om de cirkel staan tien sterren, die staan voor de Kaapverdische Eilanden.

## Geschiedenis
Sinds 1935 had Kaapverdië een Portugees koloniaal wapen. De koloniale wapens waren universeel opgezet. Op het wapen stonden vijf Portugese Quinas en vijf groene golven op een zilveren achtergrond. Een karveel maakte het wapen compleet.

Voormalige wapens van Kaapverdië
1935-1951, Portugees Kaapverdië
1951-1975, Portugees Kaapverdië
1935-1975, klein wapen
1975-1992

Algerije · Angola · Benin · Botswana · Burkina Faso · Burundi · Centraal-Afrikaanse Republiek · Comoren · Congo-Brazzaville · Congo-Kinshasa · Djibouti · Egypte · Equatoriaal-Guinea · Eritrea · Ethiopië · Gabon · Gambia · Ghana · Guinee · Guinee-Bissau · Ivoorkust · Kaapverdië · Kameroen · Kenia · Lesotho · Liberia · Libië · Madagaskar · Malawi · Mali · Marokko · Mauritanië · Mauritius · Mozambique · Namibië · Niger · Nigeria · Oeganda · Rwanda · Sao Tomé en Principe · Senegal · Seychellen · Sierra Leone · Soedan · Somalië · Swaziland · Tanzania · Togo · Tsjaad · Tunesië · Westelijke Sahara · Zambia · Zimbabwe · Zuid-Afrika · Zuid-Soedan
Afhankelijke gebieden:
Brits Territorium in de Indische Oceaan · Canarische Eilanden · Ceuta · Melilla · Madeira · Mayotte · Réunion · Sint-Helena · Tristan da Cunha